# معركة ليسا (1866)
معركة ليسا أو معركة فيس هي معركة بحرية نشبت يوم 20 يوليو/تموز 1866 في البحر الأدرياتيكي بالقرب من جزيرة فيس (ليسا بالإيطالية) في كرواتيا الحالية. كانت نصراً حاسماً للقوة الإمبراطورية النمساوية بقيادة الأدميرال فيلهيلم فون تيغيتهوف على القوة الإيطالية الأكبر. كانت هذه أول معركة بحرية كبيرة تستخدم فيها المدرعات البحرية وواحدة من أواخر المعارك التي تستخدم صدم السفن المتعمد.